# Лобейра
Лобейра (гал. Lobeira, ісп. Lobera) — муніципалітет в Іспанії, у складі автономної спільноти Галісія, у провінції Оренсе. Населення — 1016 осіб (2009).

## Географія
Муніципалітет розташований на португальсько-іспанському кордоні.
Муніципалітет розташований на відстані близько 400 км на північний захід від Мадрида, 40 км на південь від Оренсе.
Муніципалітет складається з таких паррокій: А-Фрага, Лобейра, Монте-Лонго, Парада, Сан-Мартіньйо-де-Гроу, Сан-Шес-де-Віларіньйо, Санта-Комба, Санта-Крус-де-Гроу.

## Демографія
Динаміка населення (INE ):

## Галерея зображень

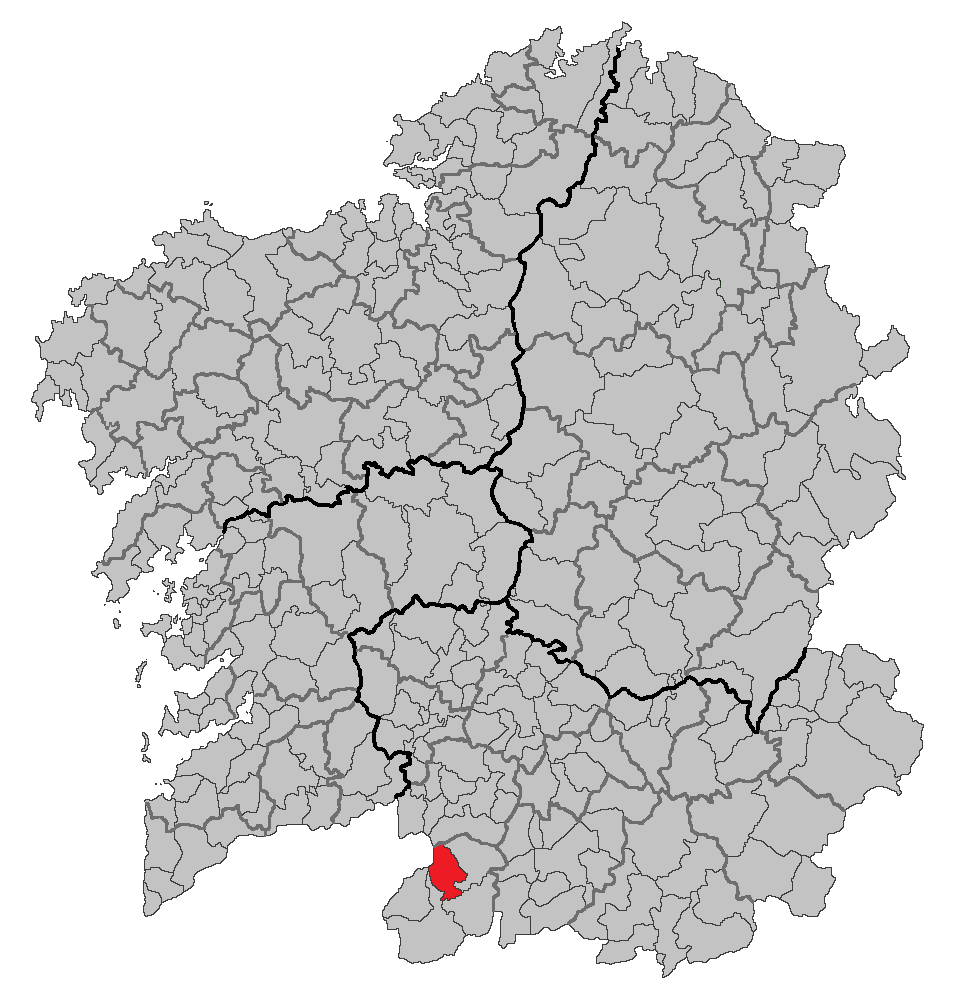
Розташування муніципалітету